# John Walker
John Walker (29. května 1781 Stockton-on-Tees, Hrabství Durham - 1. května 1859, tamtéž) byl anglický chemik, který v roce 1827 vynalezl zápalky.
V polovině 19. století vynalezl zápalky s obsahem síry, které na krátkou dobu překonaly zápalky z bílého fosforu. Na konci 19. století zápalky s obsahem síry znovu předčily zápalky s příměsí bílého fosforu.